# Eucereon appunctata
Eucereon appunctata är en fjärilsart som beskrevs av Paul Dognin 1892. Eucereon appunctata ingår i släktet Eucereon och familjen björnspinnare. Inga underarter finns listade i Catalogue of Life.